# Chloé Dufresne
Pour les articles homonymes, voir Dufresne.
Chloé Dufresne est une cheffe d'orchestre française.

## Biographie
Chloé Dufresne naît en 1991 à Montpellier,,. 
Elle étudie le chant et l'alto en France puis la direction d'orchestre à l'Académie Sibelius d'Helsinki, où elle se forme auprès de Sakari Oramo et obtient une licence puis un master,,. Durant un an, elle est également élève d'Alain Altinoglu au Conservatoire national supérieur de musique de Paris,. 
En 2020, elle est finaliste du concours Siemens-Hallé de Manchester, avant, en 2021, de remporter le 3e prix du concours Malko (au Danemark) et deux prix « coups de cœur » (du public et de l'orchestre) ainsi qu'une « mention spéciale » au Concours international de jeunes chefs d'orchestre de Besançon,,. 
En 2022, Chloé Dufresne est nommée dans la catégorie « révélation, chef d’orchestre » aux Victoires de la musique classique,. La même année, elle intègre le Dudamel Fellowship Program 2022-2023 comme assistante de Gustavo Dudamel au Los Angeles Philharmonic,. 
En 2023, elle est nommée directrice musicale de l'Orchestre Ostinato, aux côtés de Jean-François Heisser, Julien Leroy, Anne Gastinel et Pierre Fouchenneret,. 
En 2025, Chloé Dufresne est nommée directrice musicale du Colorado Springs Philharmonic (en) à partir de la saison 2025-2026. 